# Cylindromyia atricauda
Cylindromyia atricauda är en tvåvingeart som beskrevs av Aldrich 1934. Cylindromyia atricauda ingår i släktet Cylindromyia och familjen parasitflugor. Inga underarter finns listade i Catalogue of Life.